# Municipio de Graham Lakes
El municipio de Graham Lakes (en inglés: Graham Lakes Township) es un municipio ubicado en el condado de Nobles en el estado estadounidense de Minnesota. En el año 2010 tenía una población de 218 habitantes y una densidad poblacional de 2,42 personas por km².

## Geografía
El municipio de Graham Lakes se encuentra ubicado en las coordenadas 43°48′31″N 95°30′45″O / 43.80861, -95.51250. Según la Oficina del Censo de los Estados Unidos, el municipio tiene una superficie total de 89.98 km², de la cual 85,47 km² corresponden a tierra firme y (5,01 %) 4,51 km² es agua.

## Demografía
Según el censo de 2010, había 218 personas residiendo en el municipio de Graham Lakes. La densidad de población era de 2,42 hab./km². De los 218 habitantes, el municipio de Graham Lakes estaba compuesto por el 99,54 % blancos, el 0,46 % eran afroamericanos. Del total de la población el 0 % eran hispanos o latinos de cualquier raza.